# Lacul Sălaș
Lacul Sălaș este un lac natural din Republica Moldova. Este situat în valea râului Bâc, aproape de vărsarea acestuia în Nistru, în raionul Anenii Noi. Are o suprafață de 3,7 km² și este al treilea ca mărime lac natural din Republica Moldova (după lacurile Manta și Beleu).
Alte informatii la:
Lacul Sălaș, Anenii Noi, Moldova - 
Cărțile de geografie școlare